# Жак Босюе
Жак-Бенин Босюе (на френски: Jacques-Bénigne Bossuet; * 27 септември 1627, Дижон, Франция; † 12 април 1704, Париж, Кралство Франция) е френски епископ, теолог и брилянтен оратор. Личен изповедник на крал Луи XIV, Босюе е от тези, които защитават принципите на абсолютизма и на божествените права на владетелите. От друга страна е противник на всевластието на папата в духовните въпроси и един от инициаторите за формирането на Галиканската църква във Франция.

## Биография

### Ранни години
Роден е в Дижон, в семейство на държавен служител. Учи в йезуитско училище в родния си град и от малък решава се отдаде на църквата. Слага расо още на 10 години.
От 1642 до 1652 г. следва в престижния Колеж дьо Навар в Париж, навлиза дълбоко в теологията и получава докторска степен. Отказва примамливото предложение да преподава в колежа и вместо това отива в Мец, където баща му разполага с малка енория. Като свещеник в провинциалния град, той за първи път се прочува с ясните си и затрогващи проповеди. Увлича се в спорове и конфликти с протестантите. Първата му книга е тъкмо за това – Réfutation du catéchisme du sieur Paul Ferry („Опровержение на катехизиса на г-н Пол Фери“). С нея и с други произведения той започва да се прочува, възприема се като народен проповедник и скоро е поканен в столицата.

### В Париж
През 1660 и 1661 г. той изнася блестящи „постни проповеди“ в два парижки манастира и е поканен да проповядва пред самия крал. Неговото изящно „бароково“ красноречие впечатлява току-що възцарилия се Луи. Но звездата му изгрява истински с двете му известни погребални слова – за Анриет-Мари през 1669 г. – дъщеря на Анри IV и кралица на Англия – и за дъщеря ѝ Анриет-Ан през 1670 – жена на Филип I Орлеански, брат на краля. Емоционални, но изпълнени с достойнство, в тях Босюе великолепно изгражда моралния образ на починалите дами.
В Париж той намира друг обект на своята религиозна критика – янсенистите, почти еретична секта в католическата църква. Не е случайно, че през 1670 г. Луи го назначава за учител на своя не особено интелигентен първороден син Великия дофин. Скоро Босюе става важна част от дворцовия живот, неговите хапливи забележки за интимния живот на краля забавляват всички, дори самия крал.
Приет е във Френската академия и продължава да пише книги, най-важната от които е Politique tirée des propres paroles de l’Écriture sainte („Политиката, извлечена от думите на Светото писание“). Именно тук Босюе аргументира, при това много убедително, че кралската власт е дадена от Бог и че поради това пред нея не трябва да има никакви ограничения. Той разграничава от абсолютната монархия от това, което нарича произволна власт, определяна от него по 4 признака: 1. Поданиците се раждат като роби и никой не е свободен.; 2. Никой няма Частна собственост, владетелят държи всички източници на богатство и няма право на наследство.; 3. Владетелят може да управлява собствеността и живота на всичките си поданици по своя прищявка. и 4. Единственият закон е волята на владетеля, докато монархията е ограничена освен от Божията воля и от законите, правещи действията срещу нея правно нищожни.

### Епископ на Мо
През 1681 г. Жак Босюе става епископ на малката епархия в околностите на Париж Мо. Заема този пост до смъртта си и служи на него с ревност и умение, което го прави още по-обичан и популярен сред парижкото общество.
Макар да продължава да поддържа близки връзки с краля и дофина, той вече не е придворен духовник, а в много по-голяма степен на столицата. „Диктатор на епископите и докрината“ – така го нарича известният мемоарист Сен Симон. Епископът става известен и с някои от крилатите си мисли. През този период Босюе изнася още две запомнящи се погребални слова – на военния министър Мишел льо Телие (1686) и на Великия Конде (1687).

### Галиканската разпра
Като абсолютен монарх Луи XIV се стреми да постави всичко в държавата си под свой контрол. Това го води към конфликт с папата, в продължение на старата Галиканска доктрина, започната от Шарл VII и продължена от Франсоа І. Според нея кралят има право да събира данъците от църковните диоцези в страната си и да назначава техните ръководители.
През 1681 – 1682 г. се свиква събрание на 68 висши представители на духовенството, които да обсъдят нова позиция на Франция. Босюе изнася встъпителната реч и оформя финалния документ, който всички подписват. Това е известната Декларация на четирите точки и тя е най-важният момент в кариерата на епископа.
През 1685 г. той подкрепя краля за отмяната на Нантския едикт, с която всъщност се забранява изповядването на протестантството. Впоследствие пише две книги, за да аргументира смисъла на това решение. Влиза в нови сблъсъци на идеи – с квиетизма, мистицизма, говори против театъра като неморални изкуство. Спори с известния епископ Франсоа Фенлон. Така си създава противоречив образ на интелигентен и отдаден на вярата, но твърде консервативен водач, който в следващите десетилетия все по-малко ще вълнува новите политически и духовни течения.